# De Super Freek Show
De Super Freek Show is een Nederlands televisieprogramma van BNNVARA. In het programma moeten twee teams van drie personen zoveel mogelijk vragen over dieren goed beantwoorden onder leiding van presentator Freek Vonk en presentatrice Evi Hanssen. Een aflevering duurt 52 minuten. Het televisieprogramma wordt opgenomen in de MediArena te Amsterdam-Duivendrecht.
In november 2016 maakte Vonk bekend dat er geen tweede seizoen kwam.